# Еретик (остров)
Еретик — остров в Баренцевом море, Кольский район, Мурманская область, Россия.

## Описание
Остров Еретик расположен в юго-западной части Баренцева моря?у входа в залив Ура (губа Ура), возле острова Зелёный. Расстояние до материка около 790 м. Остров имеет вытянутую форму.
Западная часть острова закрывает вход в бухту Порт-Владимир на острове Шалим. Восточная часть острова заканчивается мысом Красный. Длина острова составляет 2925 м, максимальная ширина − 1,3 км. В южной части острова берега более прямые, высокие и скалистые, чем в северной и восточной части, где находятся два небольших залива. Рядом с восточным берегом острова Еретик расположен небольшой безымянный островок.  
По всей северной части острова есть небольшие озера и заболоченные земли. Большая часть острова покрыта скалистыми сопками (высотой до 120 м). На западном и восточном берегу острова расположены маяки. В центре острова находится геодезический пункт. В планах по развитию аквакультуры Мурманской области, планируется создание мест садки для выращивания атлантического лосося неподалёку от острова Еретик в Губе Ура.